# Circuit des Alpes
Le Circuit des Alpes est une ancienne course cycliste française à étapes, organisée de 1936 à 1946 aux environs de Digne-les-Bains,.

## Palmarès
| Année | Vainqueur        | Deuxième        | Troisième       |
| ----- | ---------------- | --------------- | --------------- |
| 1936  | Décimo Bettini   | Fabien Galateau | Gaspard Rinaldi |
| 1937  | Henri Puppo      | Antoine Arnaldi | Fabien Galateau |
| 1938  | Fermo Camellini  | Andrea Minasso  | Albert Fabre    |
| 1939  | Gabriel Bouffier | Joseph Aureille | Rocco Lorino    |
| 1946  | Léo Amberg       | Paul Neri       | Raoul Rémy      |